# 遠藤常久 (実業家)
遠藤 常久（えんどう つねひさ、1897年（明治30年）12月15日 - 1989年（平成元年）12月）は、日本の実業家。作家・遠藤周作の父。フジテレビジョン代表取締役社長を務めた遠藤龍之介の祖父。

## 来歴
鳥取市出身。愛媛県温泉郡北吉井村出身の弁護士・和泉漱三の三男として生まれ、東伯郡浅津村下浅津（現・湯梨浜町下浅津）の医師・遠藤河津三の養子となる。遠藤家は鳥取藩の典医を務めた家系で、河津三には後嗣がいなかったため、常久を迎えた。
東京帝国大学法学部（独法科）に進学。在学中の1920年に郁と知り合い、翌1921年に結婚。同年に長男の正介、その2年後に次男の周作が誕生した。
卒業後は第三銀行に就職。第三銀行は1923年に安田銀行に統合されている。1926年、転勤により、一家は関東州大連に移る。
1932年前後に常久が愛人をもうけてから夫婦仲が微妙になりはじめた。1933年、周作が10歳のときに離婚した。ただし、正式な協議離婚届を提出したのは1937年で、その直後に常久は郁を常久の父・遠藤河津三の養女として迎え入れている。その数ヵ月後に常久は16歳下の女性と再婚した。
実業活動では安田銀行から安田財閥の安田興業（現・安田工業）に移り、後に代表取締役社長、会長に就任した。軽井沢の泉の里に持っていた別荘から白水甲二という筆名を編み出し、『きりしたん大名 大友宗麟』という作品を遺している。
1989年12月、死去。享年92。